# Бікшиково
Бікши́ково (рос. Бикшиково, башк. Бикшик) — присілок у складі Мішкинського району Башкортостану, Росія. Входить до складу Кайраковської сільської ради.
Населення — 277 осіб (2010; 287 у 2002).
Національний склад:
- марійці — 99 %